# The Uplift Mofo Party Plan
The Uplift Mofo Party Plan es el tercer álbum de estudio de los Red Hot Chili Peppers, lanzado en 1987 por EMI. Es el único álbum en el que participan los miembros originales de la banda formada en 1983 por Anthony Kiedis, Flea, Hillel Slovak y Jack Irons. Después de su lanzamiento, Hillel Slovak murió de sobredosis, y Jack Irons abandonó la banda. Uno de los sencillos, Fight Like a Brave, está dedicado a la lucha contra la heroína.

## Trasfondo
Después de que Red Hot Chili Peppers firmara un disco con EMI en 1983, los miembros fundadores Hillel Slovak y Jack Irons dejaron la banda para enfocarse en su banda What Is This?, la cual también firmó con un sello. El vocalista Anthony Kiedis y el bajista Flea contrataron a Jack Sherman como guitarrista y Cliff Martinez como baterista, y se establecieron ellos mismos como una prominente banda de funk rock con su álbum debut homónimo. Desilusionados con los resultados de la producción, Kiedis y Flea reemplazaron a Sherman con Slovak, quien había renunciado a su banda What Is This? hace algunas semanas. El segundo disco del grupo Freaky Styley, producido por George Clinton, fue el primer álbum de estudio con la banda. A inicios de 1986, la banda empezó a trabajar en su siguiente disco, y EMI le dio a la banda un presupuesto de $5000 para grabar una demostración. La banda eligió trabajar con el productor y exguitarrista de Public Image Ltd. Keith Levene, debido a que la banda compartía con él su interés en las drogas. Levene y Slovak pusieron de lado $2000 del presupuesto para gastarlo en drogas sin contar al resto de la banda, lo que creó tensión entre los miembros. "El corazón [de Martinez] ya no estaba en la banda", pero él no renunció, por lo que Kiedis y Flea lo despidieron. Tras despedir a Martinez, el baterista original Jack Irons volvió a la banda, lo que marcó la primera vez que todos los miembros fundadores estarían juntos desde 1983.
Tanto Kiedis como Slovak luchaban contra debilitantes adicciones a la heroína, lo que empeoró mientras la banda se preparaba para grabar The Uplift Mofo Party. Debido a su addición, Kiedis carecía de la motivación para contribuir a la banda, musicalmente, y apareció en un ensayo "literalmente dormido". Se le pidió que dejara la banda en orden de pasar por una rehabilitación. Durante ese tiempo, la banda ganó el premio a la Banda del Año de LA Weekly, haciendo que Kiedis dejara de utilizar la heroína. Visitó a su madre en Míchigan por consejo, quien lo llevó a rehabilitación inmediatamente tras recogerlo del aeropuerto tras ver su aspecto insalubre. Fue internado en una clínica de rehabilitación del Ejército de Salvación en Grand Rapids, una experiencia que inicialmente detestó hasta que notó que otras personas en la clínica comprendían sus problemas y trataban de ayudarlo. Se mudó con su madre después de 20 días en la clínica, un tiempo en cual marcó la primera vez que estaba completamente abstinente de las drogas desde que tenía 11 años. Después de que Kiedis completara su rehabilitación, sintió una "nueva ola de entusiasmo" debido a su sobriedad y escribió la letra de una nueva canción titulada "Fight Like a Brave" en el vuelo a casa. Luego se reunió con los Red Hot Chili Peppers en Los Ángeles para grabar el siguiente disco.

## Gira y muerte de Slovak
La banda se embarcó en una extensa gira internacional para promover el disco. La banda notó que durante la gira, su base de fanes rápidamente aumentó en entusiasmo y tamaño. Kiedis recordó "Durante la gira de Uplift yo recuerdo que en realidad sentía un cambio tomando lugar, no solamente en el montón de gente presentándose en los conciertos, pero en la intensidad de la base de fans." Flea agregó que: "Estábamos enamorados de esas canciones y cuanta diversión teníamos tocándolas".
A pesar del nuevo entusiasmo de la banda, Kiedis y Slovak continuaron luchando con su drogadicción. Tanto Kiedis y Slovak dejaron de consumir heroína antes de la gira y decidieron ayudarse mutuamente para estar lejos de la droga. Durante la gira ambos sufrieron una intensa abstención, con Slovak siendo mucho más inestable que Kiedis. Sus síntomas de abstención cobraron su precio en su habilidad para tocar su instrumento, en un momento Slovak tuvo un quiebre mental y fue incapaz de tocar en un concierto, dejando al resto de la banda tocando su repertorio sin guitarrista. Se recuperó unos días después, pero sus compañeros sintieron que no estaba lo suficientemente saludable como para tocar y reemplazaron a Slovak con DeWayne McKnight por unos pocos recitales. Después de unos pocos días con McKnight, la banda decidió darle a Slovak una segunda oportunidad, y se unió de nuevo a la banda durante la sección europea de la gira. Kiedis intentó que Slovak tuviera consejo para tratar su drogadicción, pero Slovak tenía dificultades en admitir que su adicción era suficientemente seria para requerir ayuda médica.
Tras regresar a casa, Slovak se aisló a sí mismo del resto de sus compañeros, y luchó para resistir la droga sin el apoyo mutuo de sus amigos, Kiedis en particular. Unas semanas después de que la banda volviera de la gira, los miembros intentaron entrar en contacto con Slovak, pero fueron incapaces de encontrarlo por algunos días. Slovak fue encontrado muerto por la policía en su apartamento en Hollywood el 27 de junio de 1988. Durante su autopsia, las autoridades determinaron que él había muerto el 25 de junio de 1988 debido a una sobredosis de heroína. Irons posteriormente dejó el grupo, diciendo que no quería formar parte de un grupo donde sus amigos se estuvieran muriendo. Kiedis y Flea se debatieron si debían seguir haciendo música, pero al final decidieron seguir adelante. Esperando en proseguir lo que Slovak "ayudó a construir".

## Lista de canciones
Todas las canciones compuestas por Flea, Jack Irons, Anthony Kiedis y Hillel Slovak, excepto las anotadas.
1. "Fight Like a Brave" – 3:51
2. "Funky Crime" – 3:01
3. "Me and My Friends" – 3:05
4. "Backwoods" – 3:05
5. "Skinny Sweaty Man" – 1:15
6. "Behind the Sun" (Michael Beinhorn, Flea, Irons, Kiedis, Slovak) – 4:39
7. "Subterranean Homesick Blues" (Bob Dylan) – 2:32
8. "Special Secret Song Inside" (renombrada a "Party on Your Pussy" en versiones remasterizadas) – 3:14
9. "No Chump Love Sucker" – 2:42
10. "Walkin' on Down the Road" (Flea, Irons, Kiedis, Cliff Martínez, Slovak) – 3:46
11. "Love Trilogy" – 2:39
12. "Organic Anti-Beat Box Band" – 4:00

Canciones extra que se incluyeron en la versión remasterizada en 2003:
1. "Behind the Sun" (instrumental demo) (Beinhorn, Flea, Irons, Kiedis, Slovak) – 2:54
2. "Me & My Friends" (instrumental demo) – 1:54